# Neurografia
Neurografia, MRN (ang. Magnetic resonance neurography) – sposób obrazowania przebiegu włókien nerwowych przy pomocy specjalnie zmodyfikowanego rezonansu magnetycznego. 
Technika ta pozwala na wierne odwzorowanie szczegółów rysunku nerwowego dzięki wzmocnieniu sygnału przez nerwy, w odróżnieniu do braku takiego wzmocnienia z otaczających je tkanek. Wewnątrznerwowe źródło sygnału dostarcza bardzo użytecznych informacji np. o pobudzeniu, ucisku lub obrzęku nerwu. Informacji tych nie otrzymamy wykonując zwykły MR, który pokazuje jedynie zarys przebiegu nerwów.

Przeczytaj ostrzeżenie dotyczące informacji medycznych i pokrewnych zamieszczonych w Wikipedii.